# Louchats
Louchats är en kommun i departementet Gironde i regionen Nouvelle-Aquitaine i sydvästra Frankrike. Kommunen ligger i kantonen Saint-Symphorien som tillhör arrondissementet Langon. År 2022 hade Louchats 697 invånare.

## Befolkningsutveckling
Antalet invånare i kommunen Louchats
Referens:INSEE